# John Nost

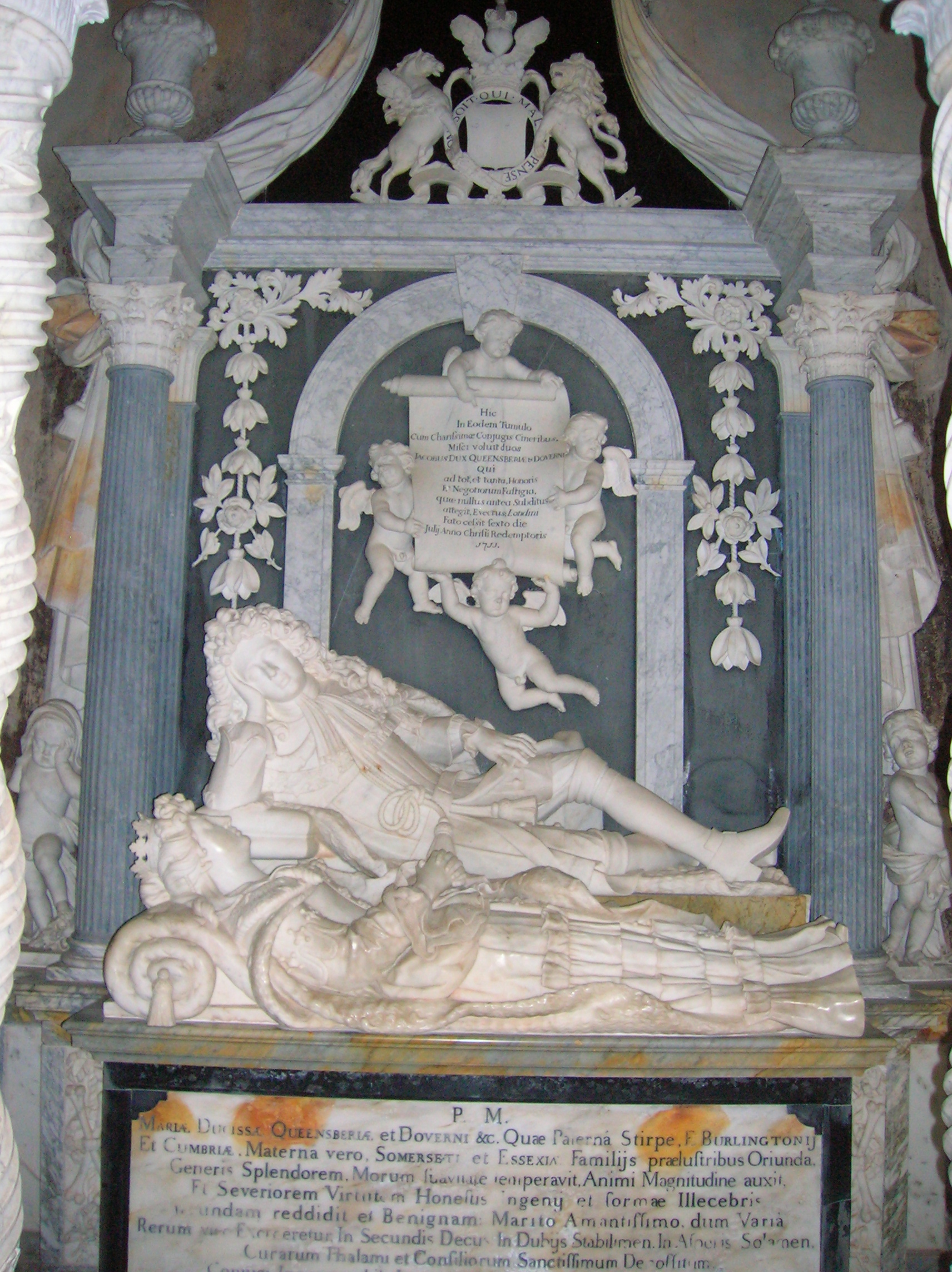
Monument funéraire des ducs de Queensberry.

John Nost l'aîné, dont le nom d'origine semble être Jan Van Nost, ou Van Ost voire Van Oost, et qui en l'absence de recherches approfondies sur ses origines est connu actuellement sous son nom anglais, est un sculpteur flamand, originaire de Malines. Il mourut en 1710.
Il épouse la veuve d'Arnold Quellin.
On le retrouve à Londres dans l'atelier de Grinling Gibbons en compagnie de ses compatriotes comme Arnold Quellin, fils d'Artus Quellinus le Jeune, Laurent Vander Meulen, également malinois, Antoon Verhuke, ou Pierre Van Dievoet.
Il ouvre ensuite son propre atelier à Haymarket à Londres qui a une production importante. 
Il prend comme apprenti son neveu John Van Nost, décédé en 1780 qui continue l'atelier et s'installe ensuite à Dublin.